# 金学曙
金学曙（1922年1月23日—2014年3月17日），籍贯浙江海宁，上海人。中华人民共和国第一代西医，同时兼修中医。她是首届“全国三八红旗手”的优秀代表，就职于人民日报社，被时任人民日报社社长兼总编辑邓拓誉为“新时代的杰出女性”。

## 生平
金学曙是中华人民共和国培养的第一代西医，同时又对中医有所研究，是当时中国为数不多的中西医兼修的医生。她是首届“全国三八红旗手”的优秀代表，也是人民日报社的元老。
金学曙1922年1月23日出生在浙江海宁，早年学习工作于上海。中华人民共和国成立后，她旋即从上海来到北京，投入到人民日报社和国家的建设事业中，与共和国和人民日报社同舟共济，克服种种困难，共创济世大业。金学曙不仅中西医兼修，医术精湛，而且医德高尚，对上对下，一视同仁，都以医者慈悲之心，一样认真对待，获得了高度赞誉。1986年，金学曙被中华全国新闻工作者协会授予杰出新闻工作者终身成就奖。
2014年3月17日，金学曙于北京病逝，享年92岁。

## 奖项
- 1957年获评北京市先进工作者。
- 1960年被全国妇联授予全国三八红旗手荣誉称号。
- 1986年被中华全国新闻工作者协会授予杰出新闻工作者终身成就奖。

## 评价
- 《人民日报》官方网站：“在人民日报社默默地工作了一辈子的金大夫，视患者如家人，关爱备至，一丝不苟。报社大小职工，都众口一词，无不称赞她老人家医术精湛，德高望重，受人尊敬。”[4]
- 《中国日报》官方网站：“金学曙的一生部分地折射了人民日报社自初创至辉煌的光荣历史。”[1]
- 中华全国妇女联合会：金学曙被时任人民日报社社长兼总编辑邓拓誉为“新时代的杰出女性”。[2]
- 中国网：“金学曙大夫是一位令人爱戴的好大夫。她在平凡的岗位上，几十年如一日，对职工、对患者，传递了不同寻常的爱，感染着每一个有过接触的人。”[5]
- 《中国青年报》官方网站：“金学曙医生像那种你很容易忽略的，口渴时一杯清澈的淡茶，燥热时一阵清凉的微风。”[6]
- 《健康报》：“在那个特殊的年代，金学曙医生不论患者是什么派系，不管他是省部级领导还是普通工友，不论他是不是被关进牛棚的阶级斗争对象，她都一视同仁，把病人当成自己亲人一样看待。她每天忙着治病救人，没有显赫的头衔，没有获过国际大奖，也没有闻名的创造发明……她留在这世间的痕迹，淡如春水。“随风潜入夜，润物细无声”。这正是金学曙医生为人的写照。”[7]

## 家庭
- 丈夫：施锡祉，中国铁路工程专家、原中华人民共和国铁道部华北铁路工程局总工程师，中华民国著名军事教育家施承志的长子。

- 金学曙自小父母双亡。她的父亲是一位飞机机械师，在为国家的军用飞机进行检修时不幸牺牲，被日本空军炸死。她的母亲也因此不久后即离开人世。[8]